# 21687 Filopanti
21687 Filopanti è un asteroide della fascia principale. Scoperto nel 1999, presenta un'orbita caratterizzata da un semiasse maggiore pari a 2,7779327 UA e da un'eccentricità di 0,0769672, inclinata di 5,72259° rispetto all'eclittica.
Il suo nome è dedicato a Quirico Filopanti, pseudonimo di Giuseppe Barilli, politico, astronomo e matematico italiano.